# Инаба (род)
Род Инаба (яп. 稻葉氏 Инаба-си) — японский самурайский род, получивший известность в периоды Сэнгоку и Эдо. Во время сёгуната Токугава клан Инаба являлся наследственным вассалом клана Токугава и имел статус фудай-даймё.

## История
Род Инаба зародился в 16 веке в провинции Мино. Представители клана заявляли, что клан ведет своё происхождение от Коно Мититаки (ум. 1374), потомка императора Камму (1736—805).

## Главная линия рода
Старшая ветвь клана Инаба ведет своё происхождение от Инабы Садамити (1551—1606). Он служил Оде Нобунаге, затем Тоётоми Хидэёси. В 1585 году он получил земельный удел Хатиман в провинции Мино (40 000 коку) . В 1600 году ему был пожаловал домен Усуки-хан в провинции Бунго (56 000 коку). Его потомки управляли этим княжеством до Реставрации Мэйдзи в 1871 году. Последний даймё Инаба Хисамити (1862—1871) получил от императора Мэйдзи титул виконта (хакусяку) в системе кадзоку.

## Боковые линии клана

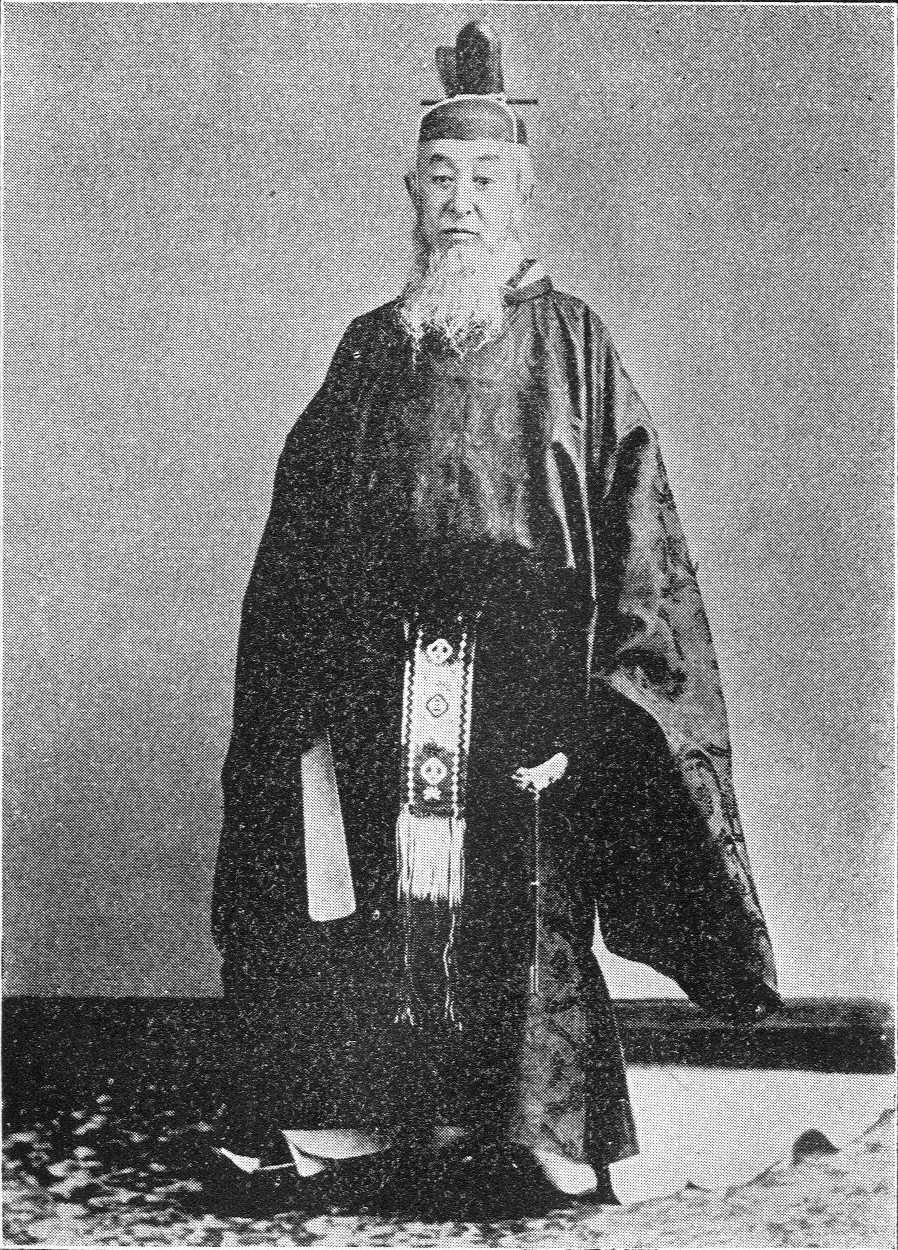
Инаба Масакуни (1834—1898)

Младшая линия клана произошла от Инабы Масанари (1571—1628), который сражался под командованием Оды Нобунаги, а затем Тоётоми Хидэёси. В 1619 году Инаба Масанари был вынужден развестись со своей женой, которая стала кормилицей будущего сёгуна Токугава Иэмицу (Касуга-но Цубонэ). В том же 1619 году он получил во владение Итоигава-хан в провинции Этиго (25 000 коку). В 1627 году он был переведен в Моока-хан в провинции Симоцукэ (65 000 коку). Его потомки последовательно правили в Одавара-хане (105 000 коку) в провинции Сагами в 1632—1685 годах, Такада-хане в провинции Этиго в 1685—1701 годах и Сакура-хане в провинции Симоса в 1701—1723 годах. С 1723 по 1868 год наследники Инабы Масанари управляли Ёдо-ханом в провинции Ямасиро (115 000 коку риса). Последний даймё Ёдо-хана Инаба Масакуни получил титул виконта в период Мэйдзи.
Ещё одна младшая линия клана была создана в 1781 году. С 1781 по 1868 год эта линия клана правила в Татеяма-хане (10 000 коку риса) в провинции Ава. Глава этой линии рода и последний даймё Татеяма-хана Инаба Масаёси получил титул виконта в период Мэйдзи.

## Родовой храм
Тодзэн-дзи, буддийский храм в Эдо, считается семейным храмом разных японских кланов, в том числе главной линии клана Инаба.

## Известные члены клана
- Инаба Масанари (1571—1628), даймё Итоигава-хана и Моока-хана
- Инаба Масаясу (1640—1684), даймё Аоно-хана в провинции Мино (1656—1684), вакадосиёри, убийца тайро Хотты Масатоси
- Инаба Масамити (1623—1696), 7-й сёсидай Киото (1681—1685), даймё Одавара-хана (1683—1685), Такада-хана (1685—1701) и Сакура-хана (1701—1707)[1]
- Инаба Масанобу (1749—1806), 7-й даймё Ёдо-хана (1773—1806), 34-й сёсидай Киото (1804—1806)[1]
- Инаба Масами (1815—1879), 4-й даймё Татеяма-хана (1820—1864), вакадосиёри, родзю, комиссар армии и адмирал флота сёгуната Токугава
- Инаба Масакуни (1834—1898), 12-й даймё Ёдо-хана (1848—1871), 55-й сёсидай Киото (1863—1864)[1].